# فرانک رابرتس
فرانک رابرتس (به انگلیسی: Frank Roberts) زادهٔ ۳ آوریل ۱۸۹۳ بازیکن فوتبال اهل انگلستان که سابقهٔ بازی در تیم ملی فوتبال انگلستان را در کارنامهٔ خود دارد. وی در تاریخ ۸ دسامبر ۱۹۲۴ نخستین بازی ملی خود را در مقابل تیم ملی فوتبال بلژیک انجام داد و با حضور در ۴ بازی ملی، در تاریخ ۲۱ مه ۱۹۲۵ واپسین بازی ملی‌اش را در برابر تیم ملی فوتبال فرانسه برگزار کرد.
این بازیکن توانسته در بازی‌های ملی، ۲ گل به ثمر برساند.